# Dnevnik Hiacinte Novak (V znamenju tehtnice)
V znamenju tehtnice je ljubezenski roman slovenske pisateljice Aksinje Kermauner, ki je izšel leta 2003 pri založbi Miš. Je prvi del trilogije Dnevnika Hiacinte Novak in opisuje Hiacintine prigode od 2. septembra do 6. novembra. Delo se osredotoča na svežo ločenko in mati dveh hčera Hiacinto Novak, ki se v svetu poskuša znajti brez moškega, vendar ji to ne uspe prav dobro in tudi ne za daljši čas. Ljubezenski in družbeni roman, ki je napisan v dnevniški obliki imamo za slovenski Dnevnik Bridget Jones.

## Vsebina
Hiacinta Novak je poštna uslužbenka srednjih let z dvema najstniškima hčerkama. Po predlogu Bridget Jones se odloči za pisanje dnevnika, v katerem opisuje svoje življenje, ki je polno alkohola, cigaret, odvečnih kilogramov in zanimivih naključij, zaradi katerih spozna direktorja nepremičninskega podjetja Florjana Korošca, s katerim se zaplete. Svoje težave vedno zaupa sosedi Vesni, sodelavki Boženi in najboljšima prijateljicama Hildi in Sari. Hiacinta in Hilda Sari pomagata tudi pri misiji Pod krinko, ki povzroči izdajo prijateljice in ljubimca, ponižanje, krajo, obisk policije in prometno nesrečo.
Ta lahkoten roman priporočam vsakomur, ki bi želel videti svet iz perspektive ločene ženske srednjih let.

## Serija
Roman s podnaslovom V znamenju tehtnice je prvi del iz trilogije Dnevnik Hiacinte Novak. Podnaslov se nanaša na znamenje iz horoskopa, saj tehtnice praznujejo septembra in oktobra, meseca, iz katerih je sestavljen največji del romana.

## Izdaje in prevodi
Delo je v izvirniku izšlo leta 2003 pri založbi Miš (COBISS).

## Priredbe
Po literarni predlogi Aksinje Kermauner v sodelovanju z igralko Silvijo Jovanovič je bila ustvarjena gledališka predstava z naslovom Dosje: Hiacinta Novak 01.